# Gothmog (balrog)
Gothmog Morgoth balrogjainak vezére, nevének jelenése "Rettenetes Vezér".

## Története
Morgoth első kapitányaként ő vezette a Beleriandi Háborúk hat nagy csatáját: Doriath megtámadását; a Dagor-nuin-Giliathot; a Dagor Agrelebet; a Dagor Bragollachot; a Nirnaeth Arnoediadot és Gondolin ostromát. A Dagor-nuin-Giliath után megölte Feanort. A Dagor Bragollachban Glaurunggal együtt jött elő Angband kapuján, és megtörte a tündék ostromzárát. 
A Nirnaeth Aernoediadban megölte Fingont, a noldák Nagykirályát. Miután Maeglin megvallotta Morgothnak, hogy hol található Gondolin, az megtámadta a Rejtett Várost, ahol a hadsereget ugyancsak Gothmog vezényelte.

## Halála
Gondolin ostromában tűzsárkányon belovagolt a Palotatérre, de Turgon király szökőkútja előtt szembeszálltak vele. Lesújtotta Tuort, de annak barátja, Echtelion szembeszállt a démonnal. Sisakjának horgát belevágta Gothmog mellébe, majd magával rántotta azt a szökőkútba. Ott a balrog tüze kialudt, de a nolda is életét vesztette.